# Phthirusa janeirensis
Phthirusa janeirensis är en tvåhjärtbladig växtart som beskrevs av August Wilhelm Eichler. Phthirusa janeirensis ingår i släktet Phthirusa och familjen Loranthaceae. Inga underarter finns listade i Catalogue of Life.